# 1967年の政治
1967年の政治（1967ねんのせいじ）では、1967年（昭和42年）の政治分野に関する出来事について記述する。

## できごと

### 1月
- 1月29日 - 第31回衆議院議員総選挙投票。
  - 自由民主党277議席、日本社会党140議席、民社党30議席、公明党25議席、日本共産党5議席、無所属9議席。自民党は得票率50パーセントを割る。

### 2月
- 2月11日 - 初の建国記念の日。
- 2月17日 - 第2次佐藤内閣発足。全閣僚再任。
- 2月22日 - 佐々木更三社会党委員長「民社党は第二保守党」と発言。西村栄一民社党書記長は「社会党は第二共産党」と反論。

### 4月
- 4月16日 - 統一地方選挙。東京都知事選挙では美濃部亮吉が当選し、革新知事、革新自治体ブームのさきがけとなる。
- 4月21日 - ギリシャで陸軍によるクーデター。ギリシャ軍事政権が発足。

### 5月
- 5月24日 - 最高裁判所、「朝日訴訟」で憲法の定める生活の最低限度の判定権は厚生大臣にあると発表。
- 5月30日 - ナイジェリアの東部州がビアフラ共和国として独立を宣言。

### 6月
- 6月5日 - イスラエル・アラブ連合間で戦闘開始（第三次中東戦争）。6月11日に戦闘が終結しイスラエルの圧勝。この結果、イスラエルの占領地域は戦前の4倍以上に拡大。
- 6月9日 - 東京地方裁判所の「国会周辺デモ許可」決定に佐藤首相が異議申し立て。
- 6月17日 - 中国が初の水爆実験を行う。
- 6月21日 - 民社党大会。中央執行委員長に西村栄一書記長を選出。
- 6月23日 - コスイギンソ連首相訪米。
- 6月28日 - イスラエル、東エルサレムを併合。
- 6月30日 - 佐藤首相、朴正煕大統領就任式に出席のため訪韓。

### 7月
- 7月1日 - 欧州共同体（EC）発足。
- 7月2日 - 日米韓国府の四国首脳会談。
- 7月6日 - ナイジェリア連邦政府軍、ビアフラ共和国に進撃開始。ビアフラ戦争始まる。
- 7月8日 - 韓国中央情報部（KCIA）が東ドイツにおいて北朝鮮大使館と接触した194名の韓国人を逮捕したと発表（東ベルリン事件）。
- 7月20日 - 中国湖北省武漢市で群衆が毛沢東らが滞在する宿舎などを包囲、これを切っ掛けとして市内各所で武力衝突が激化（武漢事件）。

### 8月
- 8月3日 - 公害対策基本法公布
- 8月8日 - 東南アジア諸国連合（ASEAN）結成。
- 8月20日 - 社会党大会。中央執行委員長に勝間田清一前政策審議会長を選出。

### 9月
- 9月5日 - 政府、原子力船の母港を青森県むつ市に決定。
- 9月20日 - 佐藤首相、第一次東南アジア（カンボジア、マレーシア、シンガポール、タイ、ラオス）訪問。9月29日帰国。

### 10月

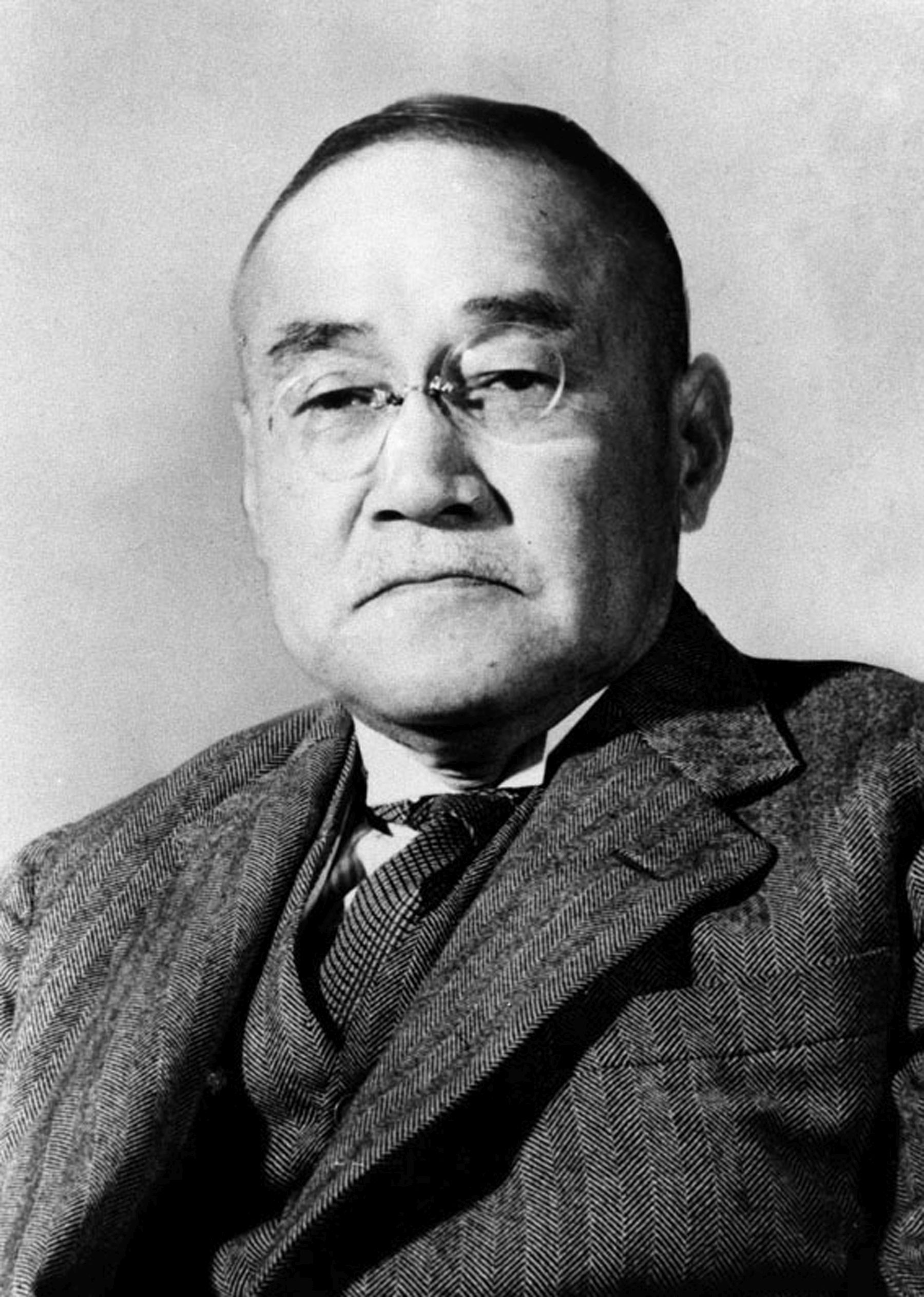
ワンマン宰相吉田茂死す。

- 10月8日 - 佐藤首相、第二次東南アジア（インドネシア、フィリピンに加えオーストラリア、ニュージーランド、台湾）訪問。首相の訪越に抗議する三派系全学連、羽田デモ激化（第一次羽田事件）。
- 10月20日 - 吉田茂元首相死去。
- 10月31日 - 日本武道館で吉田茂の国葬が営まれる（戦後初）。

### 11月
- 11月12日 - 佐藤首相訪米。羽田デモ、警官隊と衝突（第二次羽田事件）。
- 11月15日 - 日米共同声明発表。小笠原諸島の返還が決定。
- 11月25日 - 第2次佐藤改造内閣発足。
  - 三木武夫外相、水田三喜男蔵相、倉石忠雄農相、宮沢喜一経企庁長官、木村俊夫官房長官が留任。文相に灘尾弘吉、通産相に椎名悦三郎、運輸相に中曽根康弘、建設相に保利茂など。
  - 党役員人事では自民党副総裁に川島正次郎、幹事長に福田赳夫（再任）、総務会長に橋本登美三郎、政調会長に大平正芳。

### 12月
- 12月6日 - 関谷勝利自民党衆議院議員、タクシー汚職事件に関連し、衆議院内閣委員長を辞任。12月25日逮捕。
- 12月8日 - 国連総会で核兵器使用禁止決議案可決。